# Mariä Himmelfahrt (Wanlo)

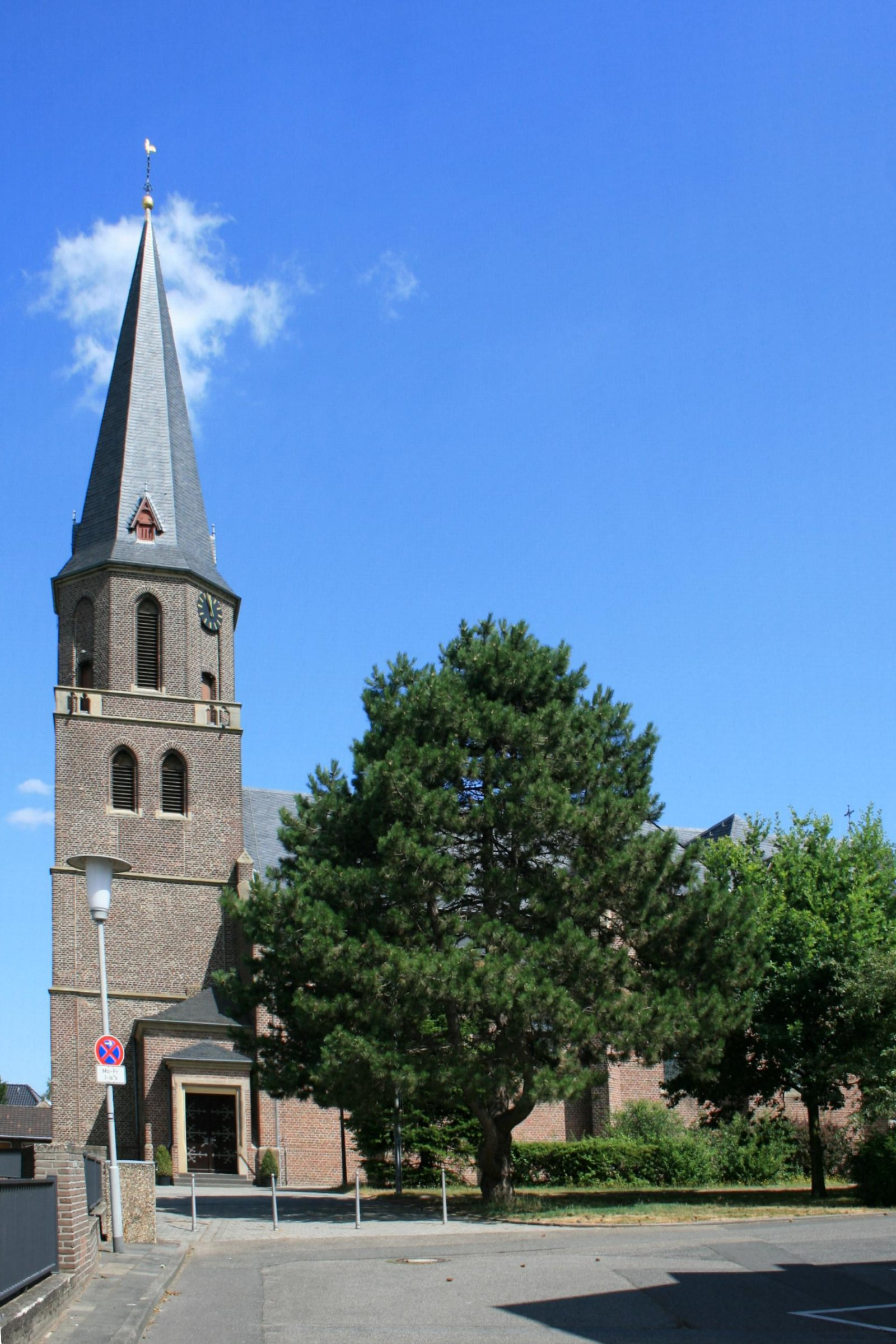
St. Mariä Himmelfahrt (2010)

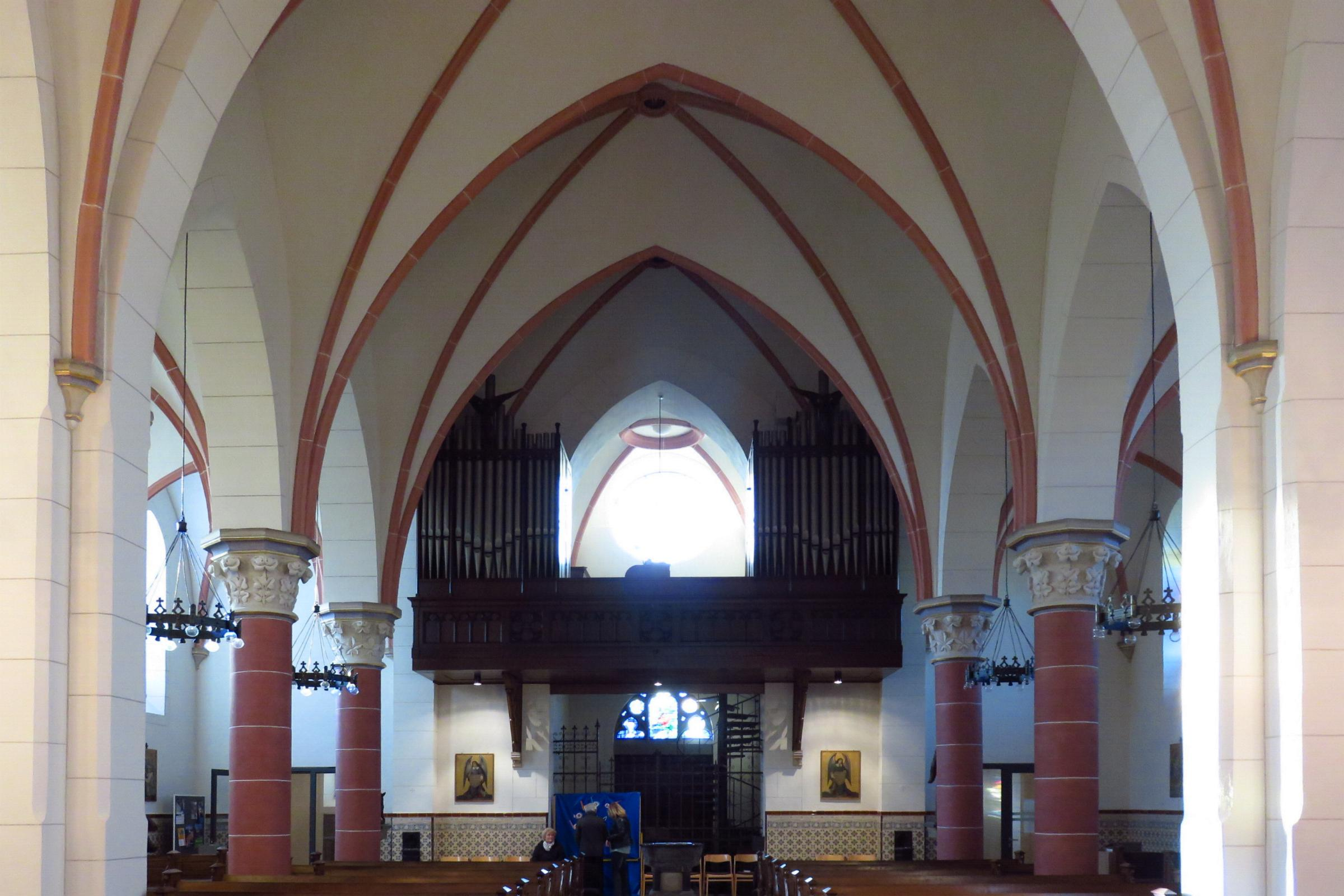
Innenraum (2015)

Die Filialkirche St. Mariä Himmelfahrt An der Kirche 6 steht im Stadtteil Wanlo in Mönchengladbach (Nordrhein-Westfalen). Sie wurde 1752 erbaut. Das Gebäude ist unter Nr. A 034 am 30. Januar 1992 in die Denkmalliste der Stadt Mönchengladbach eingetragen worden.

## Geschichte
Eine Kirche in Wanlo wurde erstmals im Liber valoris aus der Zeit um 1308 erwähnt. Zu dieser Zeit war Wanlo bereits eigenständige Pfarrei. Diese erwähnte Kirche war ein einschiffiger romanischer Bau des 13. Jahrhunderts, der in großen Teilen bis zum Bau des heutigen Kirchenschiffes 1898 erhalten war. 1729 wurde diese einschiffige Saalkirche um zwei kleine Seitenschiffe und einen neuen Chor vergrößert. Am 4. April 1752 stürzte der Glockenturm ein, worauf am 14. Juni 1752 mit dem Bau eines neuen Turmes begonnen wurde, der heute noch erhalten ist.
Da die alte Pfarrkirche zu klein geworden war, wurde 1898 die Kirche abgerissen und bis 1900 durch den heutigen dreischiffigen Bau im Baustil der Neugotik ersetzt, nur der barocke Glockenturm wurde übernommen und 1900 durch das vierte achteckige Geschoss aufgestockt. Die Pläne zum Neubau schuf der Neusser Architekt Julius Busch.
Zum 1. Januar 2010 wurde die Pfarre St. Mariä Himmelfahrt/Wanlo aufgelöst und mit den ebenfalls aufgelösten Pfarreien St. Antonius/Wickrath und Herz Jesu/Wickrathhahn zur neuen Großpfarre St. Matthias fusioniert. Pfarrkirche wurde das Wickrather Gotteshaus, seitdem ist St. Mariä Himmelfahrt eine Filialkirche dieser Pfarre.

## Architektur
Die dreischiffige Pfarrkirche mit Querhaus und Westturm steht in Wanlo. Der Westturm in Backstein unter spitzem, schiefergedecktem Turmhelm, erbaut 1752. Angefügt ein dreischiffiges Langhaus mit zweiachsigem Querhaus und Chor von 1898–1900 in Backstein unter Schieferdächern.
Der Westturm steht über quadratischem Grundriss, Sandsteingurtbänder. Westportal in gekehlter, spitzbogiger Rahmung, doppelflügelige Tür mit hohem Oberlicht und Maßwerk. Darüber großes, schlichtes Rundbogenfenster. Über dem zweiten Sandsteingurtband paarig angeordnete Lanzettbogen- und Lanzettbogenblendfenster; darüber umlaufende Brüstung mit Maßwerk an den Turmkanten. Polygonales Geschoss mit Lanzettbogen- und Lanzettbogenblendfenstern. Polygonaler Turmhelm mit vier Satteldachgauben.
Das neugotische Kirchenschiff ist ein Langhaus mit niedrigeren Seitenschiffen und zweiachsigem Querhaus, diese mit niedrigerer Firsthöhe als das Hauptschiff, Walmdächern und Dreiecksgauben. Polygonaler Chor, begleitet von zwei zweigeschossigen Anschlussbauten über nahezu quadratischem Grundriss unter separaten Walmdächern. Lanzettbogenfenster modern verglast, Sohlbänke in Sandstein, abgetreppte Strebepfeiler mit Sandsteinabdeckungen (Wasserschläge), Türrahmungen der Seitenschiffzugänge seitlich des Turms in Sandstein.

## Glocken
| Name                     | Gewicht | Schlagton (HT-1/16) | Gießer                                     | Gussjahr | Durchmesser |
| ------------------------ | ------- | ------------------- | ------------------------------------------ | -------- | ----------- |
| 1. Glocke                | –       | c1                  | Fa. Johannes Mark, Eifeler Glockengießerei | 1973     | –           |
| 2. Glocke                | 1500 kg | e1 −3               | Jan und Jacob van Venlo                    | 1453     | 1330 mm     |
| 3. Dreifaltigkeitsglocke | 695 kg  | g1 +1               | Fa. Johannes Mark, Eifeler Glockengießerei | 1971     | 1026 mm     |
| 4. Johannesglocke        | 505 kg  | a1 +1               | Fa. Johannes Mark, Eifeler Glockengießerei | 1971     | 925 mm      |
| 5. Josefsglocke          | 350 kg  | h1 +2               | Fa. Johannes Mark, Eifeler Glockengießerei | 1971     | 817 mm      |
| 6. Glocke                | 160 kg  | d2 +4               | Cordt von Stommeln                         | 1660     | 671 mm      |

Motiv: Erweitertes Salve Regina

### Die Inschriften der Glocken
Glocke I: unbekannt
Glocke II: unbekannt
Glocke III: D R E I F A L T I G K E I T S - G L O C K E
+ SUB TUUM PRAESIDIUM CONFUGIMUS,
SANCTA DEI GENITRIX
(Bild der Muttergottes)
WANLO 1956
Auf der Haube:
EIFELER GLOCKENGIEßEREI J. MARK
BROCKSCHEID 1971
Glocke IV: J O H A N N E S - G L O C K E
PARATE VIAM DOMINI
JOHANNES BODEWIG ME FUNDAVIT WANLO 1956
(Bild des hl. Johannes des Täufers)
Auf der Haube:
EIFELER GLOCKENGIEßEREI J. MARK
BROCKSCHEID 1971
Glocke V: J O S E F - G L O C K E
HL. JOSEF, SORG FÜR UNS!
SCHÜTZE DIE KIRCHE IN DIESER ZEIT!
FÜHRE WANLO HIN ZUM EWIGEN HEIL!
(Bild des hl. Josef)
WANLO 1971

### Klangliche Beurteilung des Geläutes
nach Musikdirektor Jakob Schaeben, Euskirchen bei Köln (1905–1980)
Um die absolute Exaktheit der aufgegebenen Stimmungslinie zu erreichen, wurden nach dem Guss bei III und IV die Schlagringe, bei V ein Ring am inneren Obersatz etwas nachgeschliffen.
Der Aufbau der neuen Einzelklänge ist im Prinzipaltonbereich nahezu strichrein, in den reich und einheitlich besetzen Mixturen frei von vorlauten Störtönen bei harmonisch sitzenden Nebenschlagtönen.
Die gemessenen Vibrationswerte liegen um rund 50 % über den geforderten und zeigen damit an, dass die Klänge sich mit lebhaftem Temperament entfalten. Insgesamt darf so das Geläut im Anschluss an die alten Klänge als in denkbar gute musikalische Form gebracht beurteilt werden.